# Grand Prix de l'Escaut 2021
La 109e édition du Grand Prix de l'Escaut (en néerlandais : Scheldeprijs) a lieu le 7 avril 2021 en Belgique. Cette course cycliste fait partie du calendrier UCI ProSeries 2021 en catégorie 1.Pro.

## Présentation

### Parcours
Le départ a lieu à Terneuzen aux Pays-Bas et l'arrivée à Schoten en Belgique (province d'Anvers) après un parcours plat de 193,8 kilomètres. Les coureurs passent la frontière belgo-néerlandaise après 72 kilomètres. La course se termine par un circuit local de 16,7 kilomètres à accomplir trois fois. Ce circuit passe par la Broekstraat, un secteur pavé de 1700 mètres et la ligne d’arrivée se situe sur la Churchilllaan à Schoten, dans la banlieue nord-est de la ville d'Anvers.

### Équipes
Vingt-cinq équipes participent à ce Grand Prix de l'Escaut - treize WorldTeams, dix ProTeams et deux équipes continentales :
| WorldTeams (12)- AG2R Citroën Team - Astana-Premier Tech - Bora-Hansgrohe - Cofidis - Deceuninck-Quick Step - Intermarché-Wanty-Gobert Matériaux - Israel Start-Up Nation - Lotto Soudal - Team DSM - Qhubeka Assos - UAE Team Emirates - Groupama-FDJ ProTeams (9)- Alpecin-Fenix - B&B Hotels p/b KTM - Bingoal Pauwels Sauces WB - Delko - Rally Cycling - Sport Vlaanderen-Baloise - Arkéa-Samsic - Total Direct Énergie - Uno-X Pro Cycling Team Équipes continentales (2)- BEAT Cycling - EvoPro Racing |
| |

### Favoris
Le profil de la course est souvent favorable aux routiers sprinteurs. En l'absence de Caleb Ewan, vainqueur en 2020, les favoris les plus souvent cités sont l'Irlandais Sam Bennett (Deceuninck-Quick Step) ainsi que les Belges Tim Merlier et Jasper Philipsen (Alpecin-Fenix). L'Allemand Pascal Ackermann (Bora-Hansgrohe) peut aussi faire valoir sa pointe de vitesse lors d'un sprint final.
Parmi les outsiders, on peut citer le champion d’Europe et d'Italie Giacomo Nizzolo (Qhubeka ASSOS), ses compatriotes Elia Viviani (Cofidis) et Niccolò Bonifazio (Total Direct Énergie), le Néerlandais Cees Bol (Team DSM), les Français  Bryan Coquard (B&B Hôtels) et Marc Sarreau. (AG2R Citroën Team), l'Allemand John Degenkolb (Lotto-Soudal) et le Belge Timothy Dupont (Bingoal-Pauwels Sauces-Wallonie Bruxelles).
Le champion de France Arnaud Démare et son équipe Groupama-FDJ déclarent forfait la veille du départ à la suite d'un cas de coronavirus. Le Français Nacer Bouhanni (Arkéa-Samsic) est aussi non partant

## Récit de la course
La course se déroule par une journée froide, sèche et venteuse. Le vent provoque, en début de course, des bordures et quelques chutes contraignant plusieurs coureurs à l'abandon. À 70 kilomètres de l'arrivée, le groupe de tête et un groupe de chasse fusionnent en tête formant une échappée de trente hommes comptant deux minutes d'avance sur le peloton. Ce groupe de tête est emmené et contrôlé par les équipiers Deceuninck-Quick de l'Irlandais Sam Bennett et Bora-Handsgrohe de l'Allemand Pascal Ackermann.
Bien emmené par ses équipiers d'Alpecin-Fenix que sont le champion de Belgique Dries De Bondt puis son compatriote Jonas Rickaert, Jasper Philipsen remporte le sprint, résistant aux retours des sprinteurs de l'équipe Deceuninck-Quick Step Sam Bennett, terminant deuxième et Mark Cavendish, troisième. C'est la première victoire belge sur cette course depuis celle de Tom Boonen en 2006.

## Classements

### Classement final
| \| Classement général \| Classement général \| Classement général \| Classement général \| Classement général \| \| Coureur \| Coureur \| Pays \| Équipe \| Temps \| \| ------------------ \| ------------------ \| ------------------ \| ---------------------------------- \| ------------------ \| \| 1er \| Jasper Philipsen \| Belgique \| Alpecin-Fenix \| 4 h 03 min 30 s \| \| 2e \| Sam Bennett \| Irlande \| Deceuninck-Quick Step \| + 0 s \| \| 3e \| Mark Cavendish \| Royaume-Uni \| Deceuninck-Quick Step \| + 0 s \| \| 4e \| Danny van Poppel \| Pays-Bas \| Intermarché-Wanty-Gobert Matériaux \| + 0 s \| \| 5e \| Clément Russo \| France \| Arkéa-Samsic \| + 0 s \| \| 6e \| Pascal Ackermann \| Allemagne \| Bora-Hansgrohe \| + 0 s \| \| 7e \| Luca Mozzato \| Italie \| B&B Hotels p/b KTM \| + 0 s \| \| 8e \| Giacomo Nizzolo \| Italie \| Qhubeka Assos \| + 0 s \| \| 9e \| Marc Sarreau \| France \| AG2R Citroën Team \| + 0 s \| \| 10e \| Dries Van Gestel \| Belgique \| Total Direct Énergie \| + 0 s \| |                  |             |                                    |                 |
| |                  |             |                                    |                 |
| Source : ProCyclingStats |                  |             |                                    |                 |
| Classement général |                  |             |                                    |                 |
| Coureur | Coureur          | Pays        | Équipe                             | Temps           |
| 1er | Jasper Philipsen | Belgique    | Alpecin-Fenix                      | 4 h 03 min 30 s |
| 2e | Sam Bennett      | Irlande     | Deceuninck-Quick Step              | + 0 s           |
| 3e | Mark Cavendish   | Royaume-Uni | Deceuninck-Quick Step              | + 0 s           |
| 4e | Danny van Poppel | Pays-Bas    | Intermarché-Wanty-Gobert Matériaux | + 0 s           |
| 5e | Clément Russo    | France      | Arkéa-Samsic                       | + 0 s           |
| 6e | Pascal Ackermann | Allemagne   | Bora-Hansgrohe                     | + 0 s           |
| 7e | Luca Mozzato     | Italie      | B&B Hotels p/b KTM                 | + 0 s           |
| 8e | Giacomo Nizzolo  | Italie      | Qhubeka Assos                      | + 0 s           |
| 9e | Marc Sarreau     | France      | AG2R Citroën Team                  | + 0 s           |
| 10e | Dries Van Gestel | Belgique    | Total Direct Énergie               | + 0 s           |

### Classements UCI
La course attribue des points au Classement mondial UCI 2021 selon le barème suivant.
| Position           | 1er | 2e  | 3e  | 4e  | 5e | 6e | 7e | 8e | 9e | 10e | 11e | 12e | 13e | 14e | 15e | 16e à 30e | 31e à 40e |
| Classement général | 200 | 150 | 125 | 100 | 85 | 70 | 60 | 50 | 40 | 35  | 30  | 25  | 20  | 15  | 10  | 5         | 3         |